# Kaunisjärvi
Kaunisjärvi är en sjö i Pajala kommun i Norrbotten och ingår i Torneälvens huvudavrinningsområde. Sjön har en area på 0,67 kvadratkilometer och ligger 159 meter över havet. Sjön avvattnas av vattendraget Patojoki. Den ligger strax öster om orten Kaunisvaara.

## Delavrinningsområde
Kaunisjärvi ingår i det delavrinningsområde (749787-182358) som SMHI kallar för Utloppet av Kaunisjärvi. Medelhöjden är 168 meter över havet och ytan är 10,35 kvadratkilometer. Det finns inga avrinningsområden uppströms utan avrinningsområdet är högsta punkten. Patojoki som avvattnar avrinningsområdet har biflödesordning 4, vilket innebär att vattnet flödar genom totalt 4 vattendrag innan det når havet efter 242 kilometer. Avrinningsområdet består mestadels av skog (25 procent) och sankmarker (61 procent). Avrinningsområdet har 0,67 kvadratkilometer vattenytor vilket ger det en sjöprocent på 6,5 procent.